# Це було в Донбасі
«Це було в Донбасі» (рос. «Это было в Донбассе»; інша назва «Батьки і діти», рос. «Отцы и дети») — російський радянський пропагандистський чорно-білий кінофільм режисерів Леоніда Лукова і Володимира Сухобокова 1945 року.

## Сюжет
Фільм розповідає про боротьбу молоді з нацистами окупованого під час радянсько-німецької війни Донбасу.

## У ролях
- Тетяна Окуневська —  Наташа Логінова і її дочка Олена
- Олена Тяпкіна —  Дар'я Тимофіївна
- Віра Алтайська — Маруся Шелкопляс
- Олена Ізмайлова — Ліза, дочка Дар'ї Тимофіївни
- Зоя Жукова — Даша, подруга Наташі
- Іван Пельтцер — Афанасій Петрович Кулигін, шахтар
- Володимир Колчин — Федір, син Кулигіна
- Борис Пославський — Микола Сергійович Логінов, лікар, батько Наташі
- Володимир Балашов — Павлик Базанов
- В'ячеслав Дугін — Антон, батько Олени
- Іван Переверзєв — Степан Андрійович Рябінін
- Анатолій Єлісєєв — Ефімчік
- Самуїл Дітловіч — Очкарь
- Генріх Грайф — чиновник біржі праці і гестапо
- Костянтин Карельських — Пауль, помічник чиновника
- Михайло Кузнєцов — комсомолець-підпільник
- Сергій Комаров — старий робочий / німецький офіцер
- Михайло Трояновський — епізод
- Андрій Петров — Вася Селіванов
- Марія Яроцька — стара
- Інна Макарова — партизанка
- Лаврентій Масоха — підпільник / хлопець з гармошкою / матрос Вася
- Олександр Михайлов — комсомолець (немає в титрах)
- Євген Моргунов — підпільник (немає в титрах)